# Amy Allen
Amy Allen, född 1970, är en amerikansk filosof och författare. Hon är professor i filosofi vid Pennsylvania State University. Hon forskar i ämnena kvinnofrågor, genusvetenskap och sexualvetenskap.
Allen avlade doktorsexamen i filosofi vid Northwestern University 1996 med avhandlingen Toward a Feminist Theory of Power. I boken The Power of Feminist Theory, som är en redigerad utgåva av avhandlingen, granskar Allen feministiska maktteorier utifrån å ena sidan poststrukturalismen och å den andra normativ kritisk teori. I The Politics of Our Selves försöker Allen överbrygga klyftan mellan foucaultsk och habermasisk kritisk teori. Allen ägnar boken The End of Progress åt att kritisera Frankfurtskolan; hon vänder sig bland annat mot den eurocentrism hon anser sig finna i Axel Honneths, Rainer Forsts och Jürgen Habermas teoribyggen.